# Minooka
Minooka is een plaats (village) in de Amerikaanse staat Illinois, en valt bestuurlijk gezien onder Grundy County en Kendall County en Will County.

## Demografie
Bij de volkstelling in 2000 werd het aantal inwoners vastgesteld op 3971. In 2006 is het aantal inwoners door het United States Census Bureau geschat op 9718, een stijging van 5747 (144,7%).

## Geografie
Volgens het United States Census Bureau beslaat de plaats een oppervlakte van 11,2 km², waarvan 11,0 km² land en 0,2 km² water. Minooka ligt op ongeveer 153 m boven zeeniveau.

## Plaatsen in de nabije omgeving
De onderstaande figuur toont nabijgelegen plaatsen in een straal van 16 km rond Minooka.